# 김진휘
김진휘(金眞輝, 1996년 1월 26일 ~ )는 대한민국의 바둑 기사이다.

## 약력
충청북도 청주 출신으로 청주 율량바둑교실, 장수영 바둑도장에서 바둑을 배웠다. 아마추어 시절 서울시장배 초등최강부 등에서 우승했고 2011년 제3회 비씨카드배와 제16회 LG배, 제39회 명인전, 제16회 삼성화재배 등에 아마대표로 선발되었다. 2013년 제132회 일반 입단대회를 통해 입단했다. 2014년 제58기 국수전 본선 16강에 진출했고, 2단으로 승단했다. 같은해 제2회 바이링배 본선 64강에 올랐지만 천야오예에게 져서 탈락했다.
2015년 메지온배 한·중 신예대항전에 한국대표로 출전하여 우승을 차지했고 제3기 메지온배 오픈 신인왕전에서 준우승을 했다. 2017년 3단을 거쳐 2019년 3월에 4단으로 승단했다. 2022년에 6단으로 승단했다.